# Quercus tomentosinervis
Quercus tomentosinervis là một loài thực vật có hoa trong họ Cử. Loài này được (Y.C.Hsu & H.Wei Jen) C.C.Huang miêu tả khoa học đầu tiên năm 1992.

## Hình ảnh